# Chapadinha (tiểu vùng)
Chapadinha là một tiểu vùng thuộc bang Maranhão, Brasil. Tiều vùng này có diện tích 10031 km², dân số năm 2007 là 186155 người.